# Golfo di Arta
Il golfo di Arta, conosciuto anche come golfo di Actio o golfo di Ambracia, e in tutti documenti ufficiali come golfo Amvrakikos (greco: Αμβρακικός κόλπος), è un golfo del mar Ionio nella Grecia nordoccidentale. Lungo 40 km e largo 15 km circa, è uno dei maggiori golfi chiusi in Grecia. Le città di Arta (anticamente Ambracia), Prevesa, Amfilochia (precedentemente detta Karvassaras), Menidi e Vonitsa sono affacciate sulle sue coste.
L'entrata del golfo avviene attraverso un canale largo 700 metri tra Aktio (l'antica Azio) al sud e Prevesa al nord; un recente tunnel sottomarino collega le due città. Il golfo è poco profondo e le sue coste sono interrotte da numerose paludi, la maggior parte delle quali formano un sistema di estuario. I fiumi Louros e Arachthos sfociano nel golfo di Arta; per questa ragione l'acqua è più calda e meno salata dello Ionio e una corrente fluisce dal golfo verso il mare. Le sue acque sono ricche di cefali, sogliole, gamberi e anguille e formano parte dal Parco nazionale delle zone umide di Amvrakikos.
Il golfo prende il suo nome dall'antica città di Ambracia, odierna Arta.
Dall'indipendenza greca (Trattato di Costantinopoli, 1832) fino alla seconda guerra balcanica (Trattato di Bucarest, 1913), il golfo rappresentava il confine tra il Regno di Grecia e l'Impero ottomano.
Sono ancora visibili le rovine di alcune città antiche: Actium all'entrata, dove fu combattuta la famosa Battaglia di Azio nel 31 a.C.; Nicopoli d'Epiro, Argos Ippatum, Limnaea e Olpae.